# بيت الزبير
بيت الزبير؛ هو متحف تراث عماني، يقع في شارع السعيدية بالقرب من وزارة المالية في محافظة مسقط عاصمة سلطنة عمان.
يحتوي المتحف على مجموعة نادرة وثمينة ومتنوعة من الأسلحة القديمة متضمنة أنواع الخناجر.
خارج مبنى المتحف يوجد بالحجم الطبيعي تمثيل لقرية عمانية وسوق عماني قديم.

## نبذة
متحف بيت الزبير متحف خاص ولقد فتحت بوابته الخشبية المزخرفة لترحب بزواره في عام 1998 ويعرض المتحف المجموعات التي تملكها أسرة الزبير من التحف العمانية الممتدة عبر قرون وتعكس المجموعات الإثنوغرافية مهارات عالية ومتوارثة تعرّف بالمجتمع العماني ماضياً وحاضراً ويعد المتحف أيضا أحد الرموز المعمارية حيث تشرف في عام 1999 بالحصول على جائزة السلطان قابوس للتميز المعماري

## أقسامه
يتكون البيت من ستة مبانٍ منفصلة وهي: بيت الباغ، وبيت الدلاليل، وبيت العود، وبيت النهضة، وجاليري سارة، تتضمن آلافًا من المعروضات القيِّمة، بالإضافه إلى مقهى ومحل لبيع الهدايا.

## وصلات خارجية
- وزارة التراث والسياحة